# Esposas de Enrique VIII

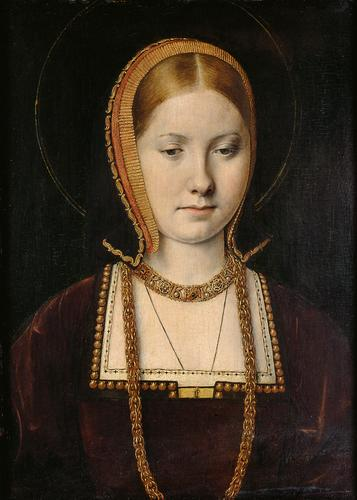
Catalina de Aragón.

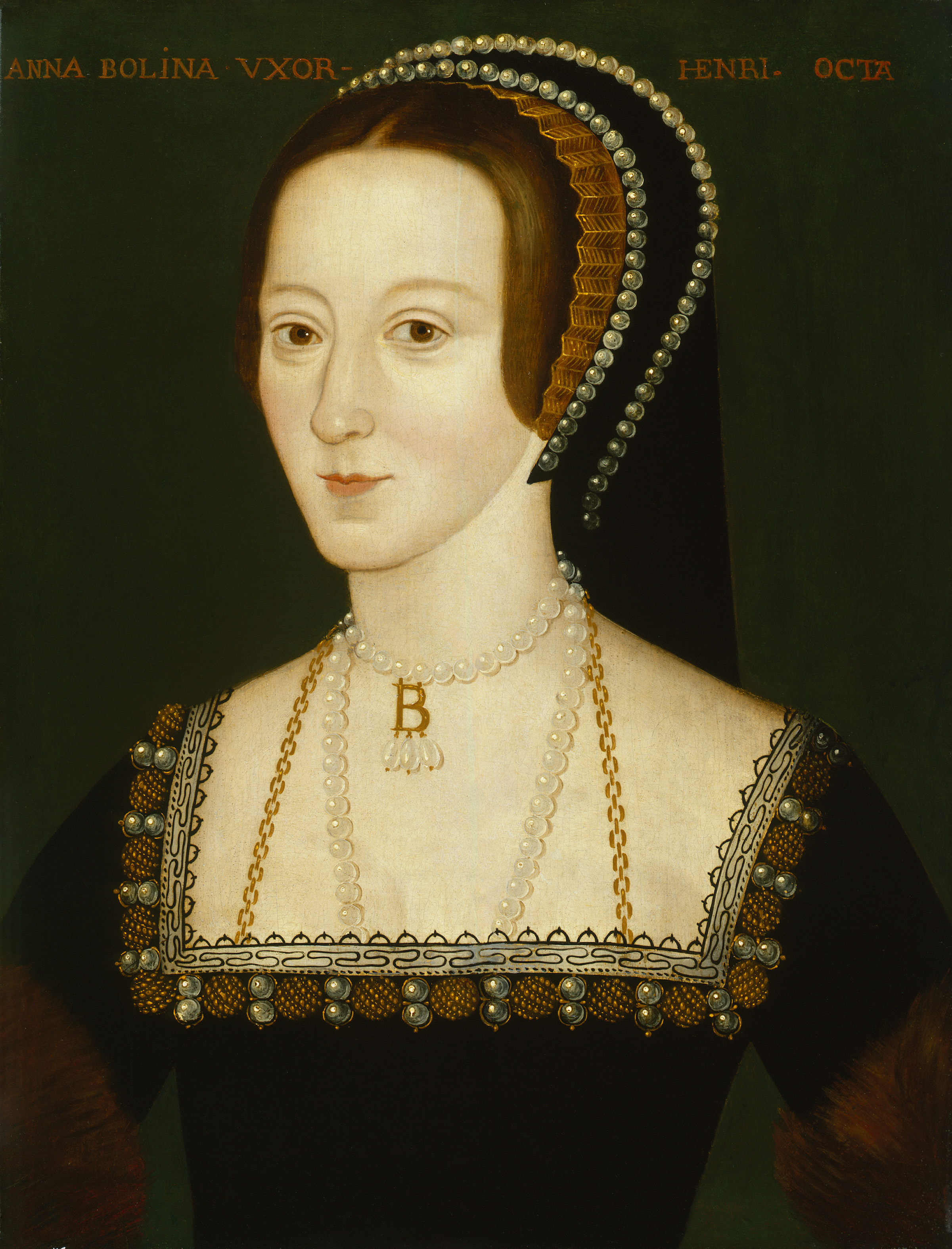
Ana Bolena.

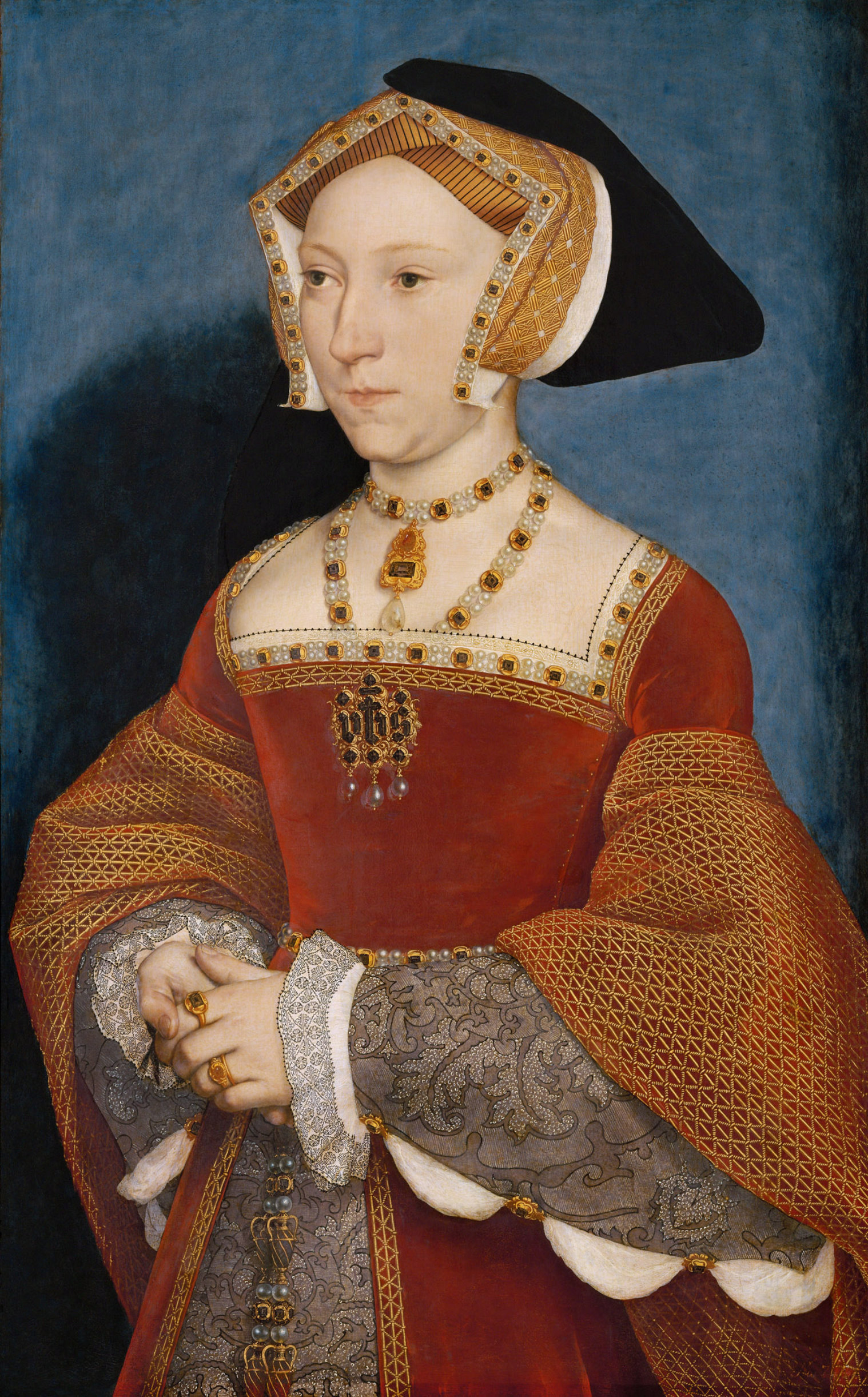
Juana Seymour.

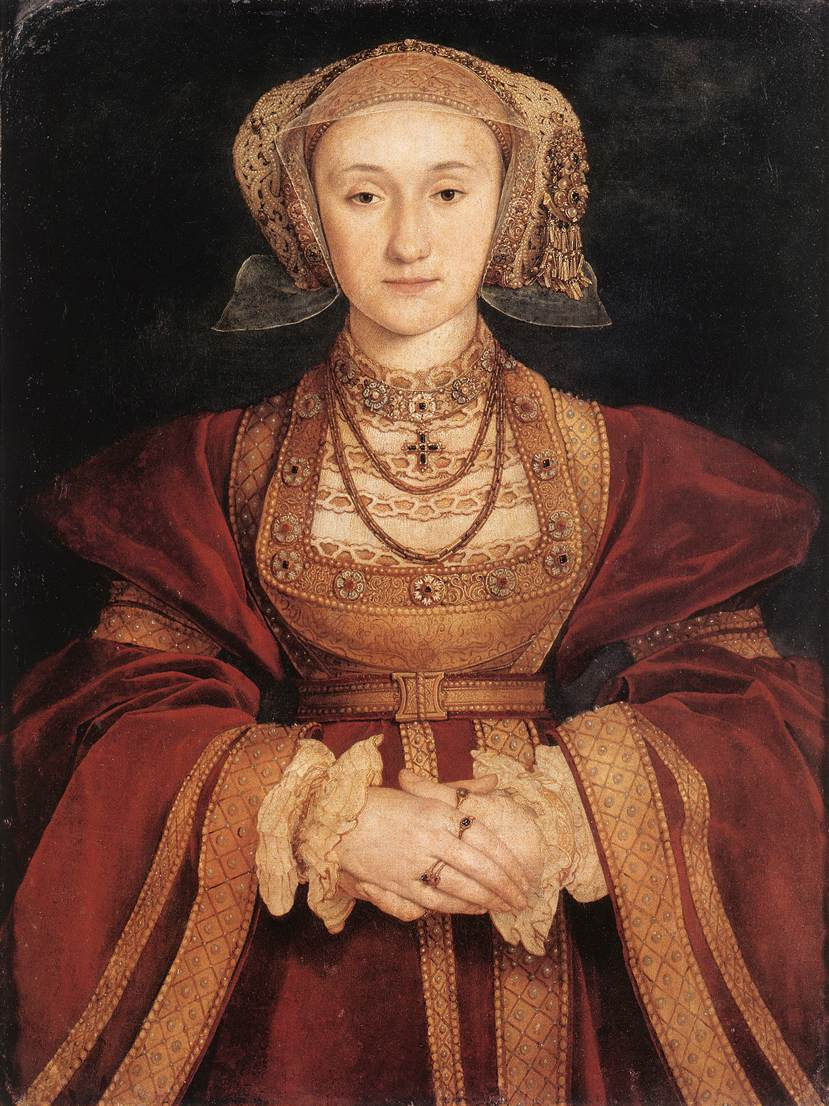
Ana de Cléveris.

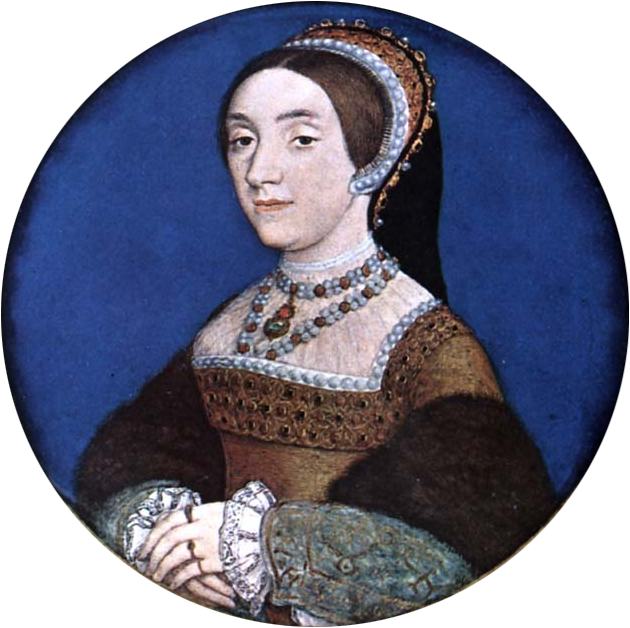
Catalina Howard.

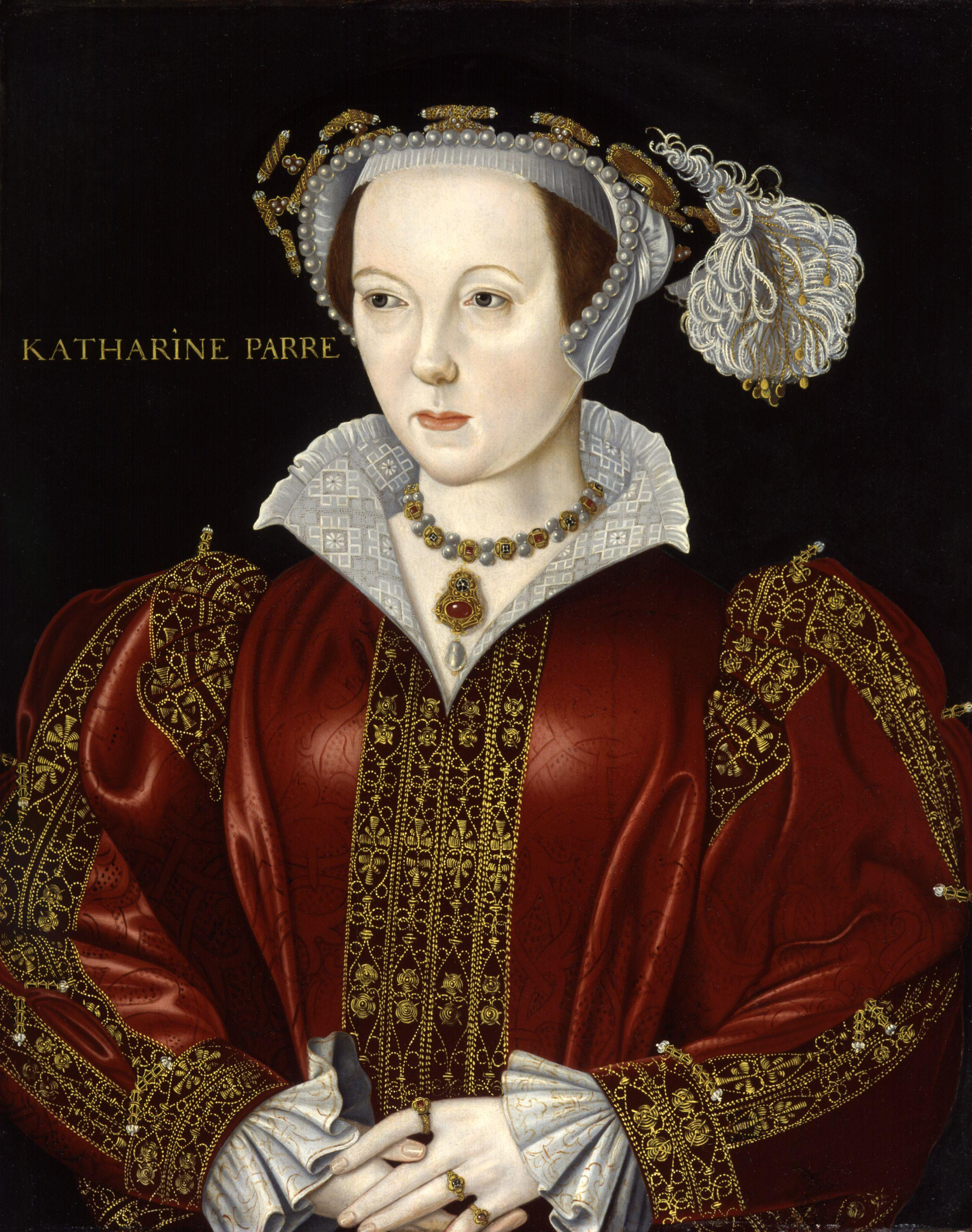
Catalina Parr.

Las esposas (y reinas consortes) de Enrique VIII, rey de Inglaterra, fueron:
1. Catalina de Aragón (16 de diciembre de 1485-7 de enero de 1536).
Era la hija menor de los Reyes Católicos, Isabel I de Castilla y Fernando II de Aragón. Fue la primera esposa de Enrique VIII. Prometida a la edad de tres años con Arturo Tudor, Príncipe de Gales, la boda se celebró en noviembre de 1501 cuando Catalina contaba quince años, pero Arturo murió a los pocos meses. Para conservar la alianza entre Inglaterra y España, Catalina se casó con el hermano menor de Arturo, Enrique, nuevo heredero al trono, en 1509. Catalina le dio una niña (María I de Inglaterra), pero ninguno de los hijos varones sobrevivió a la infancia. Enrique solicitó aprobación del papa Clemente VII para anular el matrimonio de veinticuatro años, con el argumento de que ella no podía concebir hijos varones y él deseaba desposar a Ana Bolena. A pesar de no ser autorizado por el Papa, Enrique siguió adelante con su idea y se divorció de Catalina mediante una Ley del Parlamento en 1533. Esta circunstancia inició la ruptura entre la Iglesia de Roma y la Iglesia de Inglaterra, creando así la iglesia anglicana. Falleció el 7 de enero de 1536 a los cincuenta años, en el Castillo de Kimbolton, siendo sepultada en la abadía de Peterborough. 
2. Ana Bolena, primera marqués de Pembroke. (c. 1501 o 1507-19 de mayo de 1536).
Fue la segunda esposa de Enrique, y madre de Isabel I de Inglaterra. Nacida en el seno de la aristocracia inglesa, Ana fue educada en Francia desde 1514 hasta 1521. De regreso a Inglaterra, fue una de las damas de compañía de Catalina de Aragón. Allí llamó la atención de Enrique, quien le propuso matrimonio en 1527. Intelectual que creía en el derecho divino de los reyes, y en ciertos aspectos de la nueva religión protestante, Ana desempeñó un rol importante en la reforma inglesa. Fue coronada reina consorte en 1533, y después del nacimiento de la princesa Isabel no pudo volver a tener un embarazo exitoso. 
Fue acusada y apresada por adulterio e incesto; fue decapitada. Está extensamente aceptado que fue inocente de estos cargos. Al enterarse de que el verdugo utilizaría una espada en lugar del hacha  dijo que: «Había oído que el verdugo era muy bueno» y también: Que estaba muy bien pues ella tenía «un cuello pequeño».
Está sepultada en la Capilla Real de San Pedro ad Vincula, en la torre de Londres, muy cerca de su prima y también quinta esposa del rey Enrique VIII, Catalina Howard.
3. Juana Seymour (c. 1508-24 de octubre de 1537).
Fue la tercera esposa de Enrique; quien se sintió atraído por ella cuando era una dama de compañía de Ana Bolena. Le dio su único heredero varón, Eduardo VI de Inglaterra, quien falleció a los quince años de edad. Juana murió doce días después del nacimiento, debido a una fiebre puerperal. Está enterrada en el Castillo de Windsor.
4. Ana de Cléveris (22 de septiembre de 1515-16 de julio de 1557).
Fue la cuarta esposa, durante solo seis meses, del 6 de enero al 9 de julio de 1540. El matrimonio nunca se consumó, sin llegar Ana a ser coronada Reina de Inglaterra y permitiendo la anulación. Ana fue recompensada con propiedades, incluyendo el Castillo de Hever, antigua residencia de la familia Bolena. Recibió el título de «Hermana del Rey», y permaneció como amiga de él y sus hijos. Está sepultada en la Abadía de Westminster. Sin descendencia.
5. Catalina Howard (1525-13 de febrero de 1542).
Fue la quinta esposa, entre 1540 y 1542, llamada «La rosa sin espinas» Prima de Ana Bolena. Después de la anulación del matrimonio, fue decapitada en la Torre de Londres. La noche anterior Catalina pidió ser llevada al cadalso por anticipado "para poder saber cómo ubicarse" y "hacer una prueba". Fue enterrada cerca de la tumba de su prima, Ana Bolena. Sin descendencia.
6. Catalina Parr (c. 1512-7 de septiembre de 1548), también llamada "Catarina".
Fue la sexta y última esposa de Enrique VIII, y la única que lo sobrevivió. Ha pasado a la historia como la reina de Inglaterra que estuvo casada más veces, ya que tuvo cuatro maridos en total, de los cuales Enrique VIII fue el tercero. Después de la muerte del rey, se casó con Tomás Seymour, tío de Eduardo VI de Inglaterra. Tuvo una hija de este último, María, y murió en el parto. María no sobrevivió mucho más, ya que no hay registros de ella después de su segundo cumpleaños. Era calvinista, a diferencia de su esposo que era anglicano. Sin descendencia.

## Concubinas
- María Bolena, hermana de Ana Bolena.
- Isabel Blount, dio a luz al primer hijo varón de Enrique VIII, Henry Fitzroy, primer duque de Richmond.